# ルイーゼ・フォン・プロイセン (1838-1923)
ルイーゼ・マリー・エリーザベト・フォン・プロイセン（ドイツ語: Luise Marie Elisabeth von Preußen, 1838年12月3日 - 1923年4月23日）は、プロイセン王国の王族。ヴィルヘルム1世の長女で、バーデン大公フリードリヒ1世の妃となった。
1838年12月3日、のちのドイツ皇帝ヴィルヘルム1世とその妃でザクセン＝ヴァイマル＝アイゼナハ大公カール・フリードリヒの娘であるアウグスタの間に第2子としてベルリンで誕生した。兄はのちの皇帝フリードリヒ3世。
愛称はヴィヴィ(Vivi)。
1856年9月20日、バーデン大公フリードリヒ1世と結婚。2男1女をもうけた。

## 子女
- フリードリヒ・ヴィルヘルム・ルートヴィヒ・レオポルト・アウグスト （1857年 - 1928年） - バーデン大公
- ゾフィー・マリー・ヴィクトリア （1862年 - 1930年） - スウェーデン王グスタフ5世妃
- ルートヴィヒ・ヴィルヘルム・カール・フリードリヒ・ベルトルート （1865年 - 1888年）

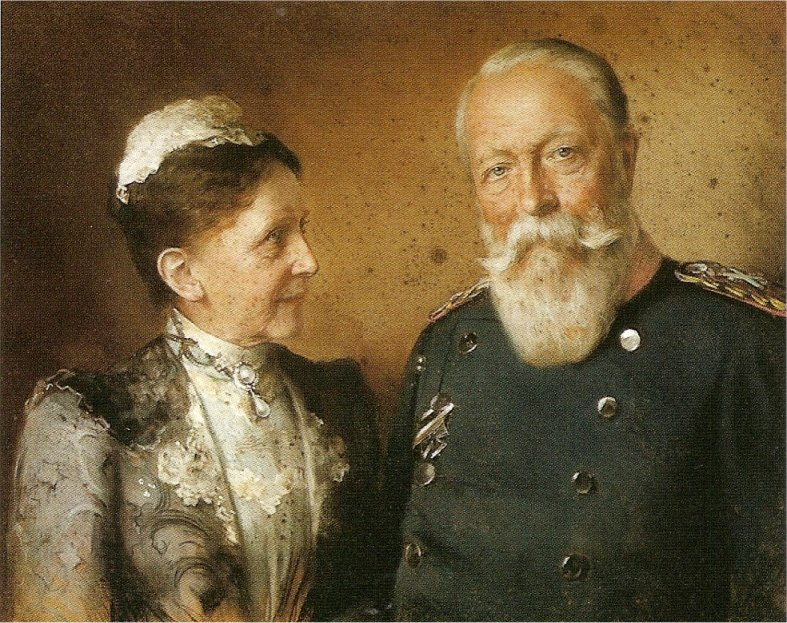
1902年、バーデン大公夫妻